# Castroserracín
Castroserracín ist ein Ort und eine Gemeinde (municipio) in der spanischen Provinz Segovia. Sie liegt im Süden der Autonomen Region Kastilien und León, an der Nordwestabdachung der Sierra de Guadarrama. Sie hat 24 Einwohner (Stand: 2024). 

## Geographie
Castroserracín liegt etwa 48 Kilometer nordöstlich vom Stadtzentrum von Segovia in einer Höhe von ca. 1150 m. 
Castroserracín befindet sich innerhalb der Zone des kontinentalen mediterranen Klimas.

## Bevölkerungsentwicklung
| Jahr      | 1970 | 1981 | 1991 | 2001 | 2011 | 2021 |
| Einwohner | 129  | 45   | 36   | 47   | 55   | 45   |

## Sehenswürdigkeiten
- Thomaskirche